# Watertoren (Kaatsheuvel)
De watertoren in Kaatsheuvel werd gebouwd in 1925 en is ontworpen door architect Hendrik Sangster. De watertoren had een hoogte van 40,25 meter en een waterreservoir van 250 m³. De toren is in 1947 gerenoveerd en werd in 1985 gesloopt. In de jaren zeventig werden veel torens buiten gebruik gesteld waaronder deze watertoren.